# Papež

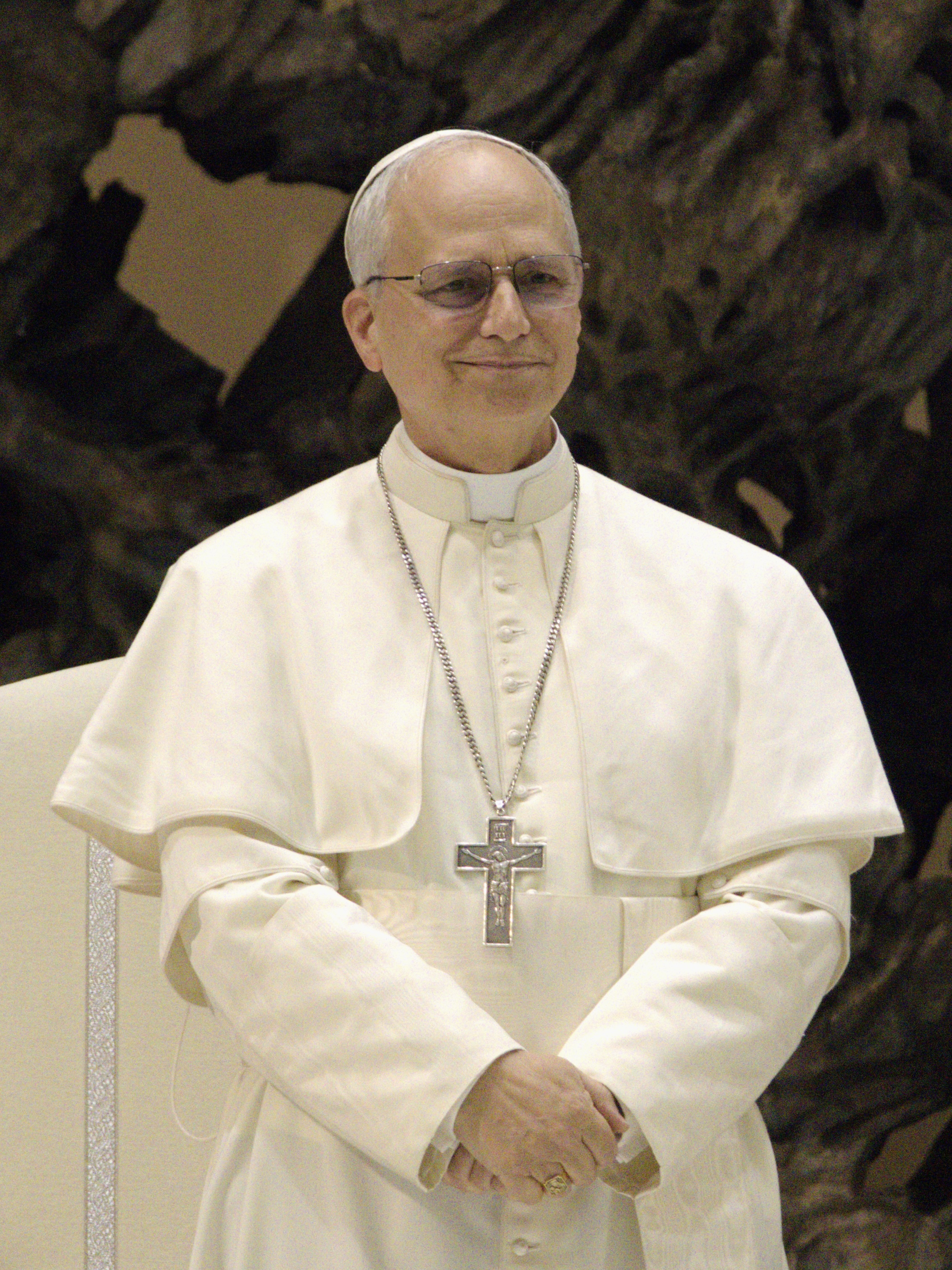
Papež Lev XIV. (2025)

Papež (z lat. papa a řec. παπάς, papas, zdrobnělý výraz pro otce) je hlava katolické církve. Papež je suverénem Vatikánu a také zároveň nejvyšším představitelem hierarchie římskokatolické církve a biskupem římské diecéze. Tato diecéze se označuje také jako Svatý stolec (případně též Apoštolský stolec), který je též subjektem mezinárodního práva.
Podle katolického učení je papež zástupcem (náměstkem) Ježíše Krista na Zemi a nástupcem svatého apoštola Petra a je neodvolatelný.
Pokud stávající papež zemře, nebo pokud se vzdá úřadu, sejdou se za účelem volby nového papeže kardinálové, kteří jsou mladší 80 let, na konkláve. Papež musí být zvolen alespoň dvoutřetinovou většinou hlasů přítomných kardinálů.
Dne 8. května 2025 byl zvolen papežem Robert Francis Prevost. Jako jméno si zvolil Lev XIV.

## Tituly a oslovení

Papežský znak

Následující tituly jsou všechny oficiálními papežovými tituly:
- římský biskup (episcopus Romanus);
- náměstek (zástupce) Kristův (vicarius Christi);
- nástupce apoštola Petra – podle teologie Římskokatolické církve označován za "prvního z papežů";
- italský primas (primas Itálie);
- arcibiskup a metropolita Římské provincie (archiepiscopus et metropolita provinciae Romanae);
- suverén státu Vatikán;
- nejvyšší pontifik (pontifex summus nebo někdy také původní římské pontifex maximus);
- služebník služebníků Božích (servus servorum Dei).

Papež na listiny připojuje ke svému jménu pouze poslední ze zmiňovaných titulů, servus servorum Dei. Titul „papež“ není oficiálním titulem a používá se na veřejnosti (v médiích a v běžné řeči).
Oficiální oslovení:
- Vaše Svatosti;
- Svatý Otče; titul se nevztahuje k osobě papeže, ale k vyjádření úcty k jeho svatému úřadu.

Dříve užívané tituly:
- patriarcha Západu (přestal se používat v roce 2008);
- vikář Apoštolského stolce (používali někteří papežové).
- vikář Petrův (zrušen ve 3. a 5. století).
- hlava Svatého Stolce (zrušen v roce 1963).

## Papežské jméno
Papežové si po svém zvolení vybírají papežské jméno a současně přestávají užívat své původní občanské jméno a příjmení. Původně římští biskupové působili pod svým původním jménem. Tradici papežského jména zavedl v roce 533 Mercurius, který se nechal nazývat Janem II., protože byl pojmenován podle pohanského boha. Volbou jména papežové odkazují na příslušného světce – patrona, mnohdy vyjadřují i návaznost na předchozí papeže téhož jména. Dosud posledním papežem, který si jméno nezměnil, byl v roce 1555 Marcel II. Nejčastějšími papežskými jmény byli Jan, Benedikt a Řehoř. Ve druhém tisíciletí si žádný papež nezvolil dosud nepoužité jméno, průlomem se stal až papež František v roce 2013, před ním byl naposledy prvním svého jména Lando v roce 913, který si ovšem jméno nezvolil, ale ponechal si své rodné. Z řady vybočují též Jan Pavel I. a Jan Pavel II., kteří jako jediní používali dvojici jmen.

## Oděv
V současné době je pro vzhled papeže charakteristická bílá klerika, bílé cingulum a bílé solideo. Tato tradice vznikla v 16. století, kdy papež Pius V., dominikán, nosil bílý řádový hábit, což se pak přeneslo i na nedominikánské papeže. (Bílé solideo nosí též premonstrátští opati.) Benedikt XVI. obnovil tradici nošení červené papežské obuvi, jako pokrývku začal nosit sametovo-kožešinovou čepici camauro, která do papežského šatníku patřila od 12. století. V minulosti užíval papež korunu zvanou tiára. Nenosí se od 11. listopadu 1964, kdy 262. papež Pavel VI. svou osobní tiáru veřejně odložil a prodal v Americe. Výnos daroval chudým v Indii. Tiára je uložena v chrámu Neposkvrněné Panny Marie ve Washingtonu.
Papežská mozetta má většinou červenou barvu, podle liturgické doby se však liší materiál (satén, samet, serž) či lemování. Mezi Velikonocemi a Letnicemi nosí papež bílou damaškovou mozettu lemovanou hermelínem.

## Papežský znak
Papežský znak obsahuje papežskou tiáru, vlastní znak a klíče svatého Petra. Od doby papeže Benedikta XVI. (2005–2013) je tiára nahrazena papežskou mitrou.

## Stručné dějiny papežství
Papež je podle katolického pojetí a podle pojetí některých dalších církví nástupcem apoštola Petra, který byl prvním biskupem města Říma a zřejmě zemřel roku 67 v Římě mučednickou smrtí. Podle zmiňovaného pojetí, které se zakládá na výkladu Matouše 16,18–19, má Petr, resp. jeho nástupci, přednostní postavení před ostatními apoštoly, resp. biskupy.

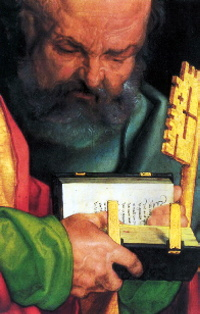
Apoštol Petr (podle tradice Římskokatolické církve označován za „prvního papeže“) na obrazu Albrechta Dürera (1526)

1. list Klementův (kolem roku 98) je raným historickým dokumentem, který má dokládat přednostní postavení římské církevní obce, když se její biskup, Klement Římský, snažil vyřešit spory v Korintě. Dopis nijak nedefinuje nadřazenost papeže, ale je psán v tónu nadřazeného pastýře. Užití titulu papež je poprvé dosvědčeno v době papeže Marcellina († 304), který je takto nazván na jednom náhrobku. Oficiálně se však papa poprvé nazval Siricius (385–399), tento titul je pak fixován v době Řehoře Velikého (590–604).
Titul papa označoval v raných dobách i ostatní biskupy, patriarchy a opaty především na Východě. Po schizmatu, které následovalo po Chalkedonském koncilu roku 451, označuje titulem papež svou hlavu i alexandrijská pravoslavná a koptská pravoslavná církev. Teprve později se v římskokatolické tradici začal papežem nazývat jedině římský biskup.
Od dob papeže Lva I. (440–461) nese římský biskup označení pontifex maximus, které až do císaře Gratiana náleželo pouze římským císařům coby nejvyšším velekněžím.
Papež Jan II. (pontifikát 533–535) byl prvním papežem, který si při nástupu do funkce změnil jméno. Rozhodl se tak proto, že jeho rodné jméno Mercurius je odkazem na římského boha Merkuria. Jan II. usoudil, že Mercurius není vhodné jméno pro nejvyšší autoritu křesťanské církve.
Po klasickém období dějin papežství dochází od konce 9. do začátku 11. století k tzv. temnému období papežství, kdy prestiž papežů výrazně opadla vlivem jejich pokleslé morálky. Vznikla situace, kdy významné římské šlechtické rody měly výrazný vliv na volbu a vládu jednotlivých papežů (viz též pornokracie). Tato situace se začala měnit v polovině 11. století v souvislosti s obnovnými hnutími v církvi (Cluny, Hirsau atd.) a s bojem o investituru. Roku 1059 byla volba nového papeže po smrti nebo odstoupení dosavadního římského biskupa svěřena nejvyšším hodnostářům církve, tedy kardinálům, a jejich jedině k tomuto účelu svolanému shromáždění, tzv. konkláve.
Období od pontifikátu Řehoře VII. do smrti Bonifáce VIII. lze považovat na nejvýznamnější éru středověkého papežství, které bojovalo o svrchovanost nad světskými vládci a dosáhlo v tomto směru například za pontifikátu Inocence III. významných úspěchů.
Roku 1309 přestěhoval Klement V. papežskou rezidenci na přání francouzského krále Filipa IV. Sličného do francouzského Avignonu. Odtud se papežové vrátili do Říma teprve roku 1377. Toto avignonské zajetí mělo dohru ve velkém schizmatu, kdy současně vládli z Říma a Avignonu dva papežové a od roku 1409, kdy pisánský koncil zvolil Alexandra V., dokonce tři. Tuto roztržku ukončil teprve kostnický koncil, který roku 1417 zvolil nového papeže, Martina V. (1417–1431).
Po období renesančních papežů Julia II., Lva X. a Klementa VII. přichází období tzv. katolické reformace, kterou vyvolala protestantská reformace a následný Tridentský koncil. Další významný milník souvisí s 1. vatikánským koncilem, který definoval dogma o papežské neomylnosti a přiznal papeži v rámci římskokatolické církve nejvyšší jurisdikci.

## Smrt a abdikace papeže
Pokud papež zemře, tradičně jeho smrt ověřuje kardinál camerlengo (komoří) tím, že třikrát osloví papeže jeho jménem. Pokud je toto oslovení bez odezvy, je papež prohlášen za mrtvého. Dnes papežovu smrt ověřuje lékařský personál a ověření kardinálem komořím je jen rituální. Ten musí poté potvrdit úmrtní list a uvědomit veřejnost přes kardinála vikáře. Kardinál komoří zapečetí papežovy soukromé komnaty a také zajistí rozlomení rybářova prstenu a papežovy pečetě. Také má na starost zařízení papežova pohřbu a novemdieles (devět dní smutku).
V případě abdikace papeže se postupuje podobně, tedy komnaty jsou zapečetěny a prsten a pečeť zničeny. V novověku byl jediným papežem, který abdikoval, Benedikt XVI., který si i jako emeritní papež ponechal papežské jméno i bílou kleriku.

## Volba papeže
Papež je volen sborem kardinálů ve volbě zvané konkláve. Při vstupu do konkláve přísahají kardinálové, že dodrží pravidla stanovená papežem a neprozradí nic z hlasování či samotných jednání. Poté se rozesadí podél zdí Sixtinské kaple a přijmou hlasovací lístek s nápisem "Eligo in Summum Pontificem ... " (já volím za nejvyššího pontifika ...). Napíší jméno kandidáta a jednotlivě pak chodí k oltáři, na kterém je patena (miska s pokličkou). Vyzdvihnou lístek nad hlavu, aby ukázali, že volili. Položí lístek na talířek a sesunou ho do kalichu. Hlasy jsou sčítány vrchním volitelem a jeho třemi asistenty. Každý z asistentů přečte jméno na lístku nahlas a zapíše do seznamu. Poslední asistent propíchne střed lístku jehlou a navleče ji na nit. Lístky jsou po volbě spáleny s chemikáliemi, které vytvoří černý kouř. Pokud byl papež zvolen, jsou do ohně přidány jiné chemikálie, aby byl kouř bílý. Tím se dá najevo lidem venku mimo konkláve, že papež byl zvolen.